# Tyrotama bicava
Tyrotama bicava är en spindelart som först beskrevs av Courtenay N. Smithers 1945.  Tyrotama bicava ingår i släktet Tyrotama och familjen Hersiliidae.
Artens utbredningsområde är Namibia. Inga underarter finns listade i Catalogue of Life.